# 伊圖尼
伊圖尼是圭亞那的城鎮，由上德梅拉拉-伯比斯區負責管轄，位於該國東北部內陸地區，海拔高度100米，主要經濟活動是鋁礦業，2006年人口約4,600。
5°32′N 58°15′W / 5.533°N 58.250°W